# Ren Shibamoto
Ren Shibamoto (芝本 蓮 Shibamoto Ren?), född 22 juli 1999 i Osaka prefektur, är en japansk fotbollsspelare.
Shibamoto började sin karriär 2017 i Gamba Osaka.